# Films américains sortis en 1915
Listes de films américains
- 1911
- 1912
- 1913
- 1914
- 1915
- 1916
- 1917
- 1918
- 1919

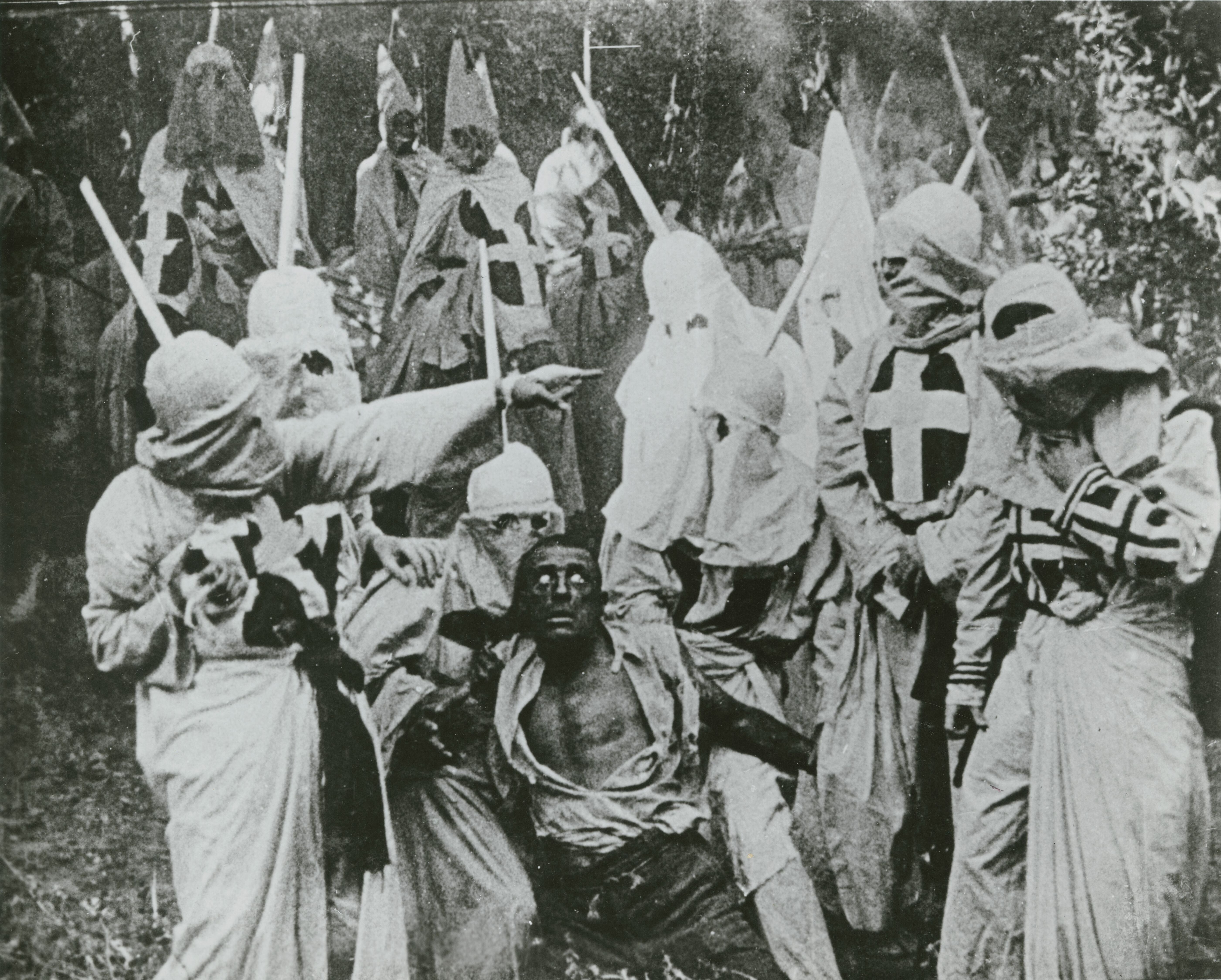
Birth of a Nation

Liste (non exhaustive) de films américains sortis en 1915.

## A-Z (Par ordre alphabétique des titres en anglais)
| Titre                                                     | Réalisateur                     | Distribution                                         | Genre                         | Notes                                                                               |
| --------------------------------------------------------- | ------------------------------- | ---------------------------------------------------- | ----------------------------- | ----------------------------------------------------------------------------------- |
| After Five                                                | Cecil B. DeMille                |                                                      |                               |                                                                                     |
| After the Storm                                           | B. Reeves Eason                 |                                                      |                               |                                                                                     |
| Anna Karenina                                             | J. Gordon Edwards               | Betty Nansen et Edward José                          | Drame historique              |                                                                                     |
| The Arab                                                  | Cecil B. DeMille                |                                                      |                               |                                                                                     |
| The Assayer of Lone Gap                                   | B. Reeves Eason                 |                                                      |                               |                                                                                     |
| Auntie's Portrait                                         | George D. Baker                 | Sidney Drew et Ethel Lee                             | Comédie                       | court métrage                                                                       |
| The Barren Gain                                           | B. Reeves Eason                 |                                                      |                               |                                                                                     |
| Beyond His Fondest Hopes                                  | Hal Roach                       | Harold Lloyd                                         | Comédie                       |                                                                                     |
| Birth of a Nation                                         | D. W. Griffith                  | Lillian Gish                                         | Epic                          |                                                                                     |
| The Blot on the Shield                                    | B. Reeves Eason                 |                                                      |                               |                                                                                     |
| The Bluffers                                              | B. Reeves Eason                 |                                                      |                               |                                                                                     |
| Broadcloth and Buckskin                                   | Frank Cooley                    | Forrest Taylor, Ann Little, Jack Richardson          | Comédie, Western              |                                                                                     |
| Buckshot John                                             |                                 |                                                      |                               |                                                                                     |
| Bughouse Bellhops                                         | Hal Roach                       | Harold Lloyd                                         | Comédie                       |                                                                                     |
| The Burden Bearer                                         | Burton L. King                  | Edward Sloman, Adele Lane, Clyde Benson              | Film dramatique               |                                                                                     |
| Burlesque on Carmen                                       | Charles Chaplin                 | Charles Chaplin, Edna Purviance                      | Comédie                       |                                                                                     |
| The Campbells Are Coming                                  | Francis Ford                    | Francis Ford, Grace Cunard                           | Film dramatique               |                                                                                     |
| The Captive                                               | Cecil B. DeMille                |                                                      |                               |                                                                                     |
| Carmen                                                    | Cecil B. DeMille                |                                                      |                               |                                                                                     |
| Carmen                                                    | Raoul Walsh                     |                                                      |                               |                                                                                     |
| The Champion                                              | Charles Chaplin                 | Charles Chaplin                                      | Comédie                       | court métrage                                                                       |
| The Cheat                                                 | Cecil B. DeMille                |                                                      |                               |                                                                                     |
| Le Poing d'honneur (Chimmie Fadden)                       | Cecil B. DeMille                | Victor Moore                                         | Comédie, Western              |                                                                                     |
| Chimmie Fadden Out West                                   | Cecil B. DeMille                | Victor Moore                                         | Comédie, Western              |                                                                                     |
| Close-Cropped Clippings                                   | Hal Roach                       | Harold Lloyd                                         | Comédie                       |                                                                                     |
| The Commuters (film, 1915)                                | George Fitzmaurice              | Irene Fenwick                                        | Comédie                       | Début au cinéma de Fenwick, copie conservée à la Librairie du Congrès               |
| Competition                                               | B. Reeves Eason                 |                                                      |                               | Début d'Eason à la réalisation                                                      |
| Court House Crooks                                        |                                 | Ford Sterling, Charles Arling                        | Comédie                       | Rôle non crédité d'Harold Lloyd                                                     |
| The Curse of the Desert                                   | Francis Ford                    | Francis Ford, Grace Cunard                           | Film dramatique               |                                                                                     |
| The Day of Reckoning                                      | B. Reeves Eason                 |                                                      |                               |                                                                                     |
| The Doctor's Strategy                                     | Frank Cooley                    | Fred Gamble, Irving Cummings, Virginia Kirtley       | Comédie dramatique            |                                                                                     |
| Double Trouble                                            | Christy Cabanne                 | Douglas Fairbanks, Margery Wilson                    | Comédie                       |                                                                                     |
| Drawing the Line                                          | B. Reeves Eason                 |                                                      |                               |                                                                                     |
| The Eagle and the Sparrow                                 | Burton L. King                  | Robyn Adair, Eugenie Forde, Ed Brady                 | Film dramatique               |                                                                                     |
| Enoch Arden                                               | Christy Cabanne                 | Alfred Paget, Lillian Gish                           | Film dramatique               |                                                                                     |
| The Exile of Bar-K Ranch                                  | B. Reeves Eason                 |                                                      |                               |                                                                                     |
| Fatty's Tintype Tangle                                    | Fatty Arbuckle                  | Fatty Arbuckle                                       | Comédie                       |                                                                                     |
| A Fool There Was                                          | Frank Powell                    | Theda Bara, Edward Jose                              | Film dramatique               |                                                                                     |
| A Foozle at the Tee Party                                 | Hal Roach                       | Harold Lloyd                                         | Comédie                       |                                                                                     |
| Four Feathers                                             | J. Searle Dawley                | Edgar L. Davenport, Fuller Mellish                   | Film dramatique               |                                                                                     |
| From Italy's Shores                                       | Otis Turner                     | Harold Lloyd                                         | Comédie                       |                                                                                     |
| Fresh from the Farm                                       | Hal Roach                       | Harold Lloyd                                         | Comédie                       |                                                                                     |
| The Gap of Dunloe                                         | Sidney Olcott                   | Valentine Grant, Pat O'Malley                        | Film dramatique               |                                                                                     |
| The Girl Detective                                        | James W. Horne                  | Ruth Roland, Cleo Ridgely, Marin Sais                | Film policier                 | Serial en 18 épisodes                                                               |
| The Girl of the Secret Service                            | Francis Ford                    | Grace Cunard, Francis Ford                           |                               |                                                                                     |
| The Girl of the Golden West                               | Cecil B. DeMille                |                                                      | Western                       |                                                                                     |
| Giving Them Fits                                          | Hal Roach                       | Harold Lloyd                                         | Comédie                       | Premier film associant Lloyd avec Snub Pollard et Bebe Daniels                      |
| The Golden Chance                                         | Cecil B. DeMille                |                                                      |                               |                                                                                     |
| A Good Business Deal                                      | B. Reeves Eason                 |                                                      |                               |                                                                                     |
| Great While It Lasted                                     | Hal Roach                       | Harold Lloyd                                         | Comédie                       |                                                                                     |
| The Haunting Memory                                       | Frank Cooley                    | Irving Cummings, Virginia Kirtley, Fred Gamble       | Film dramatique               |                                                                                     |
| The Heart of Lincoln                                      | Francis Ford                    | Francis Ford, Grace Cunard                           | Film dramatique               |                                                                                     |
| Hearts in Shadow                                          | B. Reeves Eason                 |                                                      |                               |                                                                                     |
| The Hidden City                                           | Francis Ford                    | Francis Ford, Grace Cunard                           | Film d'aventure               |                                                                                     |
| His New Job                                               | Charlie Chaplin                 | Charlie Chaplin, Ben Turpin                          | Comédie                       |                                                                                     |
| The Honor of the District Attorney                        | B. Reeves Eason                 |                                                      |                               |                                                                                     |
| The Hungry Actors (en)                                    | Hal Roach                       | Harold Lloyd                                         | Comédie                       |                                                                                     |
| The Immigrant                                             | George Melford                  | Valeska Suratt                                       | Film dramatique               |                                                                                     |
| In The Park                                               | Charlie Chaplin                 | Charlie Chaplin, Leo White, Edna Purviance           | Comédie                       |                                                                                     |
| In the Mansion of Loneliness                              | Frank Cooley                    | Virginia Kirtley, Irving Cummings, Joe Harris        | Comédie dramatique            |                                                                                     |
| In Trust                                                  | B. Reeves Eason                 |                                                      |                               |                                                                                     |
| Inspiration                                               | George Foster Platt             | Audrey Munson, Thomas A. Curran                      |                               |                                                                                     |
| The Italian                                               | Reginald Barker                 | George Beban, Clara Williams                         | Film dramatique               |                                                                                     |
| Just Nuts                                                 | Hal Roach                       | Harold Lloyd                                         | Comédie                       |                                                                                     |
| Kindling                                                  | Cecil B. DeMille                |                                                      |                               |                                                                                     |
| The Lamb                                                  | Christy Cabanne                 | Douglas Fairbanks, Seena Owen                        |                               |                                                                                     |
| The Little Lady Next Door                                 | B. Reeves Eason                 |                                                      |                               |                                                                                     |
| Lonesome Luke, Social Gangster                            | J. Farrell MacDonald, Hal Roach | Harold Lloyd                                         | Comédie                       |                                                                                     |
| Love, Loot and Crash                                      | Mack Sennett                    | Charley Chase, Dora Rodgers                          | Comédie                       |                                                                                     |
| Mabel and Fatty Viewing the World's Fair at San Francisco |                                 | Fatty Arbuckle                                       |                               | Documentaire                                                                        |
| The Man from Texas                                        |                                 |                                                      |                               |                                                                                     |
| Martyrs of the Alamo                                      | Christy Cabanne                 | Sam De Grasse                                        | Film historique               |                                                                                     |
| A Mixup for Mazie                                         | Hal Roach                       | Harold Lloyd                                         |                               |                                                                                     |
| To Melody a Soul Responds                                 | B. Reeves Eason                 |                                                      |                               |                                                                                     |
| Mountain Mary                                             | B. Reeves Eason                 |                                                      |                               |                                                                                     |
| The Newer Way                                             | B. Reeves Eason                 |                                                      |                               |                                                                                     |
| No Quarter                                                | Frank Cooley                    | Joe Harris, Virginia Kirtley, Fred Gamble            | Comédie dramatique            |                                                                                     |
| The Once Over                                             | Frank Cooley                    | Webster Campbell, James Harris, Virginia Kirtley     | Comédie dramatique            |                                                                                     |
| One Kind of Friend                                        | Francis Ford                    | Francis Ford, Grace Cunard                           | Film dramatique               |                                                                                     |
| Peculiar Patients' Pranks                                 | Hal Roach                       | Harold Lloyd                                         |                               | Considéré comme perdu, mais retrouvé au National Film and Sound Archive d'Australie |
| Pete, the Pedal Polisher                                  | Hal Roach                       | Harold Lloyd                                         |                               |                                                                                     |
| Persistence Wins                                          | Frank Cooley                    | Webster Campbell, Virginia Kirtley, Fred Gamble      | Film dramatique               |                                                                                     |
| The Poet of the Peaks                                     | B. Reeves Eason                 |                                                      |                               |                                                                                     |
| Pool Sharks                                               | Edwin Middleton                 | W. C. Fields                                         | Comédie                       | court métrage / Première apparition de W. C. Fields au cinéma                       |
| Profit from Loss                                          | B. Reeves Eason                 |                                                      |                               |                                                                                     |
| A Question of Honor                                       | B. Reeves Eason                 |                                                      |                               |                                                                                     |
| Ragtime Snap Shots                                        | Hal Roach                       | Harold Lloyd                                         |                               |                                                                                     |
| The Raven                                                 | Charles Brabin                  | Henry B. Walthall                                    | Film biographique             |                                                                                     |
| Regeneration                                              | Raoul Walsh                     | Rockliffe Fellowes, Anna Q. Nilsson                  | Film dramatique Film policier |                                                                                     |
| To Rent Furnished                                         | B. Reeves Eason                 |                                                      |                               |                                                                                     |
| The Ring of Destiny                                       |                                 |                                                      |                               |                                                                                     |
| Ruses, Rhymes and Roughnecks                              | Hal Roach                       | Harold Lloyd                                         |                               |                                                                                     |
| She Walketh Alone                                         | B. Reeves Eason                 |                                                      |                               |                                                                                     |
| The Silver Lining                                         | B. Reeves Eason                 |                                                      |                               |                                                                                     |
| The Smuggler's Cave                                       | B. Reeves Eason                 |                                                      |                               |                                                                                     |
| The Solution to the Mystery                               | B. Reeves Eason                 |                                                      |                               |                                                                                     |
| Some Baby                                                 | Hal Roach                       | Harold Lloyd                                         |                               |                                                                                     |
| The Soul of Broadway                                      | Herbert Brenon                  | Valeska Suratt                                       | Film dramatique               |                                                                                     |
| The Spirit of Adventure                                   | B. Reeves Eason                 |                                                      |                               |                                                                                     |
| Spit-Ball Sadie                                           | Hal Roach                       | Harold Lloyd                                         |                               | Première apparition du personnage de « Luke le veinard » de Lloyd                   |
| Stingaree                                                 |                                 |                                                      |                               |                                                                                     |
| Le Sous-marin pirate (A Submarine Pirate)                 | Charles Avery                   |                                                      |                               |                                                                                     |
| The Substitute Minister                                   | B. Reeves Eason                 |                                                      |                               |                                                                                     |
| Temptation                                                | Cecil B. DeMille                |                                                      |                               |                                                                                     |
| Terribly Stuck Up                                         | Hal Roach                       | Harold Lloyd                                         |                               |                                                                                     |
| Their Social Splash                                       |                                 |                                                      |                               |                                                                                     |
| There's Good in the Worst of Us                           | Frank Cooley                    | Forrest Taylor, Ann Little                           | Western                       |                                                                                     |
| Three Bad Men and a Girl                                  | Francis Ford                    | Francis Ford, Grace Cunard                           | Western                       |                                                                                     |
| Tinkering with Trouble                                    | Hal Roach                       | Harold Lloyd                                         |                               |                                                                                     |
| The Commanding Officer                                    | Donald Crisp                    | Alice Dovey                                          |                               |                                                                                     |
| The Toast of Death                                        | Thomas H. Ince                  | Louise Glaum                                         | Film dramatique               | Long métrage                                                                        |
| The Trail of the Serpent                                  | Frank Cooley                    | Forrest Taylor, Helene Rosson (en), George Webb (en) | Film dramatique, Western      |                                                                                     |
| The Tramp                                                 | Charles Chaplin                 | Charles Chaplin                                      | Comédie                       | court métrage                                                                       |
| The Two Orphans                                           | Herbert Brenon                  | Theda Bara                                           | Film dramatique               |                                                                                     |
| The Unafraid                                              | Cecil B. DeMille                |                                                      |                               |                                                                                     |
| The Valley Feud                                           | Frank Cooley                    | Ann Little, Forrest Taylor, Jack Richardson          | Western                       |                                                                                     |
| The Vampire (film, 1915)                                  | Alice Guy                       | Olga Petrova                                         | Film dramatique               |                                                                                     |
| The Warrens of Virginia                                   | Cecil B. DeMille                |                                                      |                               |                                                                                     |
| The Wasp                                                  | B. Reeves Eason                 |                                                      |                               |                                                                                     |
| When the Fire Bell Rang                                   | Frank Cooley                    | Irving Cummings, Virginia Kirtley, Fred Gamble       | Comédie dramatique            |                                                                                     |
| The Wild Goose Chase                                      | Cecil B. DeMille                |                                                      |                               |                                                                                     |
| Willie Runs the Park                                      | Hal Roach                       | Harold Lloyd                                         |                               |                                                                                     |
| Work                                                      | Charlie Chaplin                 | Charles Chaplin, Edna Purviance                      | Comédie                       |                                                                                     |
| The Yellow Streak                                         | Burton L. King                  | Edwin J. Brady, Eugenie Forde, Leo Pierson           | Film dramatique               |                                                                                     |